# Ватлинген
Ватлинген (нем. Wathlingen) — община в Германии, в земле Нижняя Саксония.

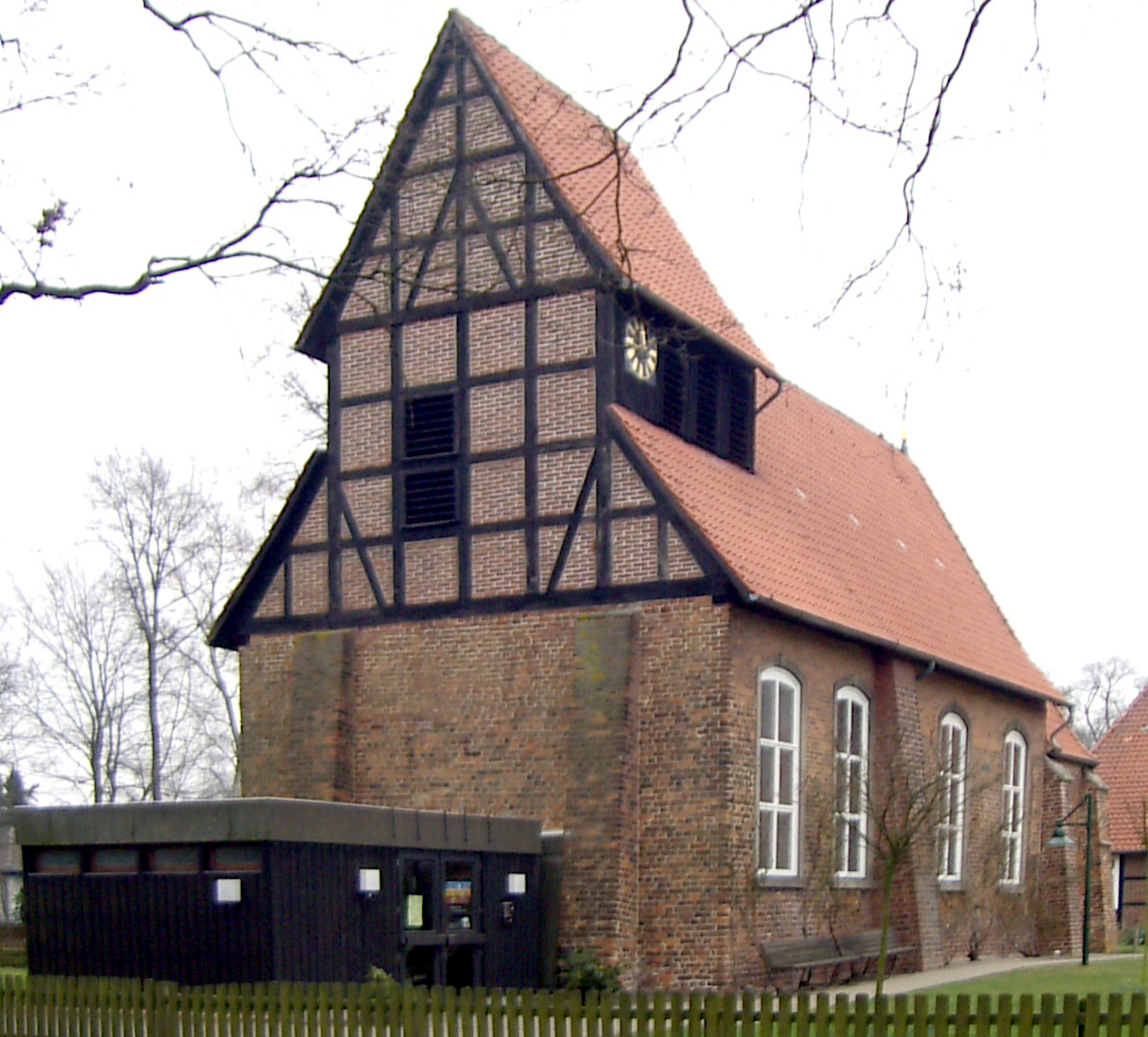
Церковь

Входит в состав района Целле. Подчиняется управлению Ватлинген. Население составляет 6079 человек (на 31 декабря 2010 года). Занимает площадь 17,68 км².

## История
Первое упоминание относится к 1022 году.
Деревня, которая на протяжении столетий жила только сельским хозяйством, пережила в 1900 году со строительством калийного завода огромное изменение в промышленную деревню. Количество жителей многократно возросло и возникла сегодняшняя колония-поселение горняков. Союз горняков продолжает сегодня традицию шахтёров.
В 2007 году Ватлинген отпраздновал своё 985-летие.
| Год  | Население |
| ---- | --------- |
| 1990 | 5143      |
| 1995 | 5770      |
| 2000 | 6103      |
| 2005 | 6304      |
| 2010 | 6210      |